# Mineração no Brasil

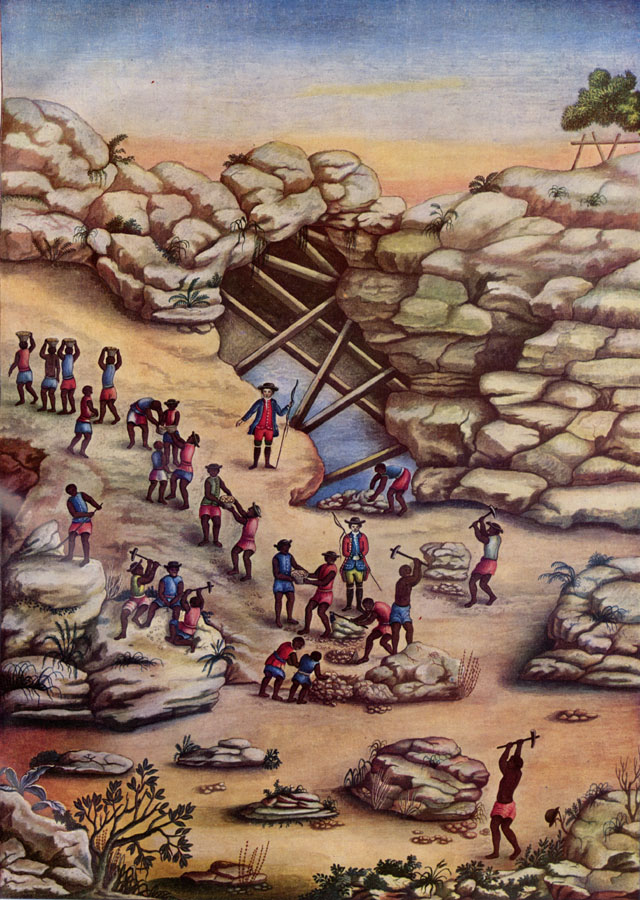
Mineração de diamantes no século XVIII, ilustração de Carlos Julião

A mineração sempre teve uma relação estreita com a economia do Brasil. Desde o período colonial, o Brasil transformou a mineração - também responsável por parte da ocupação territorial - em um dos setores básicos da economia nacional. Atualmente, é responsável por três a cinco por cento do Produto Interno Bruto brasileiro.
Na obtenção de matérias-primas, é utilizada por indústrias metalúrgicas, siderúrgicas, fertilizantes, petroquímica e responsável pela interiorização da indústria, inclusive em regiões de fronteiras. Em 2020, o setor mineral representou 3,18% do PIB. É um setor, portanto, de profunda importância, pois, além do que já representa para a economia nacional, há importantes depósitos minerais no subsolo brasileiro. Entre as substâncias encontradas, destacam-se o nióbio, minério de ferro (segundo maior produtor mundial), tantalita, manganês, entre outros.
A atividade mineradora é responsável pela criação de empregos diretos e indiretos, representando 200.293 empregos em 2021, com faturamento global de R$ 339 bilhões e um saldo na balança comercial de US$ 49 bilhões.Em que pesem suas vantagens econômicas, a mineração está associada a uma série de importantes problemas sociais e ambientais, incluindo desigualdade, violência e criminalidade, conflitos fundiários, violações de direitos humanos, doenças, poluição das águas, ar e solo, alterações na paisagem e desmatamento.

## História

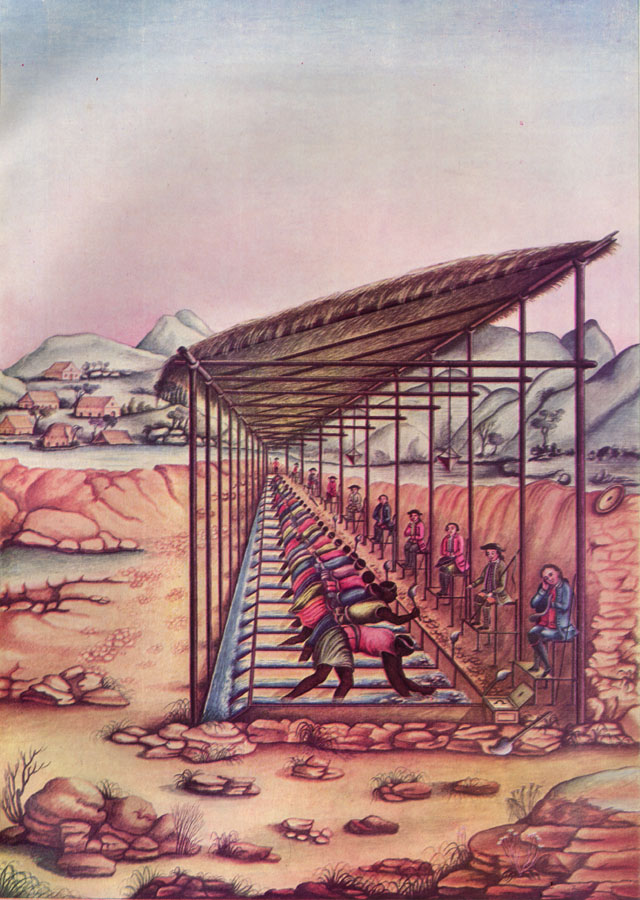
Lavagem de diamantes em Serro Frio, Minas Gerais, por Carlos Julião, c. 1770

Durante todo o século XVIII, expedições chamadas entradas e bandeiras vasculharam o interior do território em busca de metais valiosos (ouro, prata, cobre) e pedras preciosas (diamantes, esmeraldas). Afinal, já no início do século XVIII (entre 1709 e 1720) estas foram achadas no interior da Capitania de São Paulo (Planalto Central e Montanhas Alterosas), nas áreas que depois foram desmembradas como Minas Gerais, Goiás e Mato Grosso.
A descoberta de ouro, diamante e esmeraldas nessa região provocou um afluxo populacional vindo de Portugal e de outras áreas povoadas da colônia, como São Paulo de Piratininga, São Vicente e o litoral nordestino. Já de início, o choque na corrida pelas minas levou a um conflito entre paulistas e grupo composto de portugueses e imigrantes das demais partes do Brasil (Guerra dos Emboabas).
No total, estima-se que entre 1.000 e 3.000 toneladas de ouro foram levadas para a metrópole.
Outra importante atividade impulsionada pela mineração foi o comércio interno entre as diferentes vilas e cidades da colônia, proporcionada pelos tropeiros.
O país passou por sensíveis transformações em função da mineração. Um novo polo econômico cresceu no Sudeste, relações comerciais inter-regionais se desenvolveram, criando um mercado interno e fazendo surgir uma vida social essencialmente urbana. A camada média, composta por padres, burocratas, artesãos, militares, mascates e faisqueiros, ocupou espaço na sociedade.
As minas propiciaram uma diversificação relativa dos serviços e ofícios, tais como comerciantes, artesãos, advogados, médicos, mestre-escolas entre outros. No entanto foi intensamente escravagista, desenvolvendo a sociedade urbana às custas da exploração da mão de obra escrava. A mineração também provocou o aumento do controle do comércio de escravos para evitar o esvaziamento da força de trabalho das lavouras, já que os escravos eram os únicos que trabalhavam.
Também foi responsável pela tentativa de escravização dos indígenas, através das bandeiras, que com intuito de abastecer a região centro-sul promoveu a interiorização do Brasil.
Apesar de modificar a estrutura econômica, manteve a estrutura de trabalho vigente, beneficiando apenas os ricos e os homens livres que compunham a camada média. Outro fator negativo foi a falta de desenvolvimento de tecnologias que permitissem a exploração de minas em maior profundidade, o que estenderia o período de exploração (e consequentemente mais ouro para Portugal).
Assim, o eixo econômico e político se deslocou para o centro-sul da colônia e o Rio de Janeiro tornou-se sede administrativa, além de ser o porto por onde as frotas do rei de Portugal iam recolher os impostos. A cidade foi descrita pelo padre José de Anchieta como "a rainha das províncias e o empório das riquezas do mundo", e por séculos foi a capital do Brasil.
Conforme a Enciclopédia Delta de História do Brasil (1969), durante o período colonial, sempre houve um grande produto que era o centro da economia, como o ouro, e, antes dele, o açúcar. Após o enfraquecimento da mineração, faltava ao Brasil um grande produto para preencher a lacuna deixada pelos metais preciosos. Esse vácuo — o período do renascimento agrícola — gerou uma crise econômica que só teria fim mais tarde com a ascensão do café. Durante a crise, o poder aquisitivo da população caiu drasticamente.

### Impostos

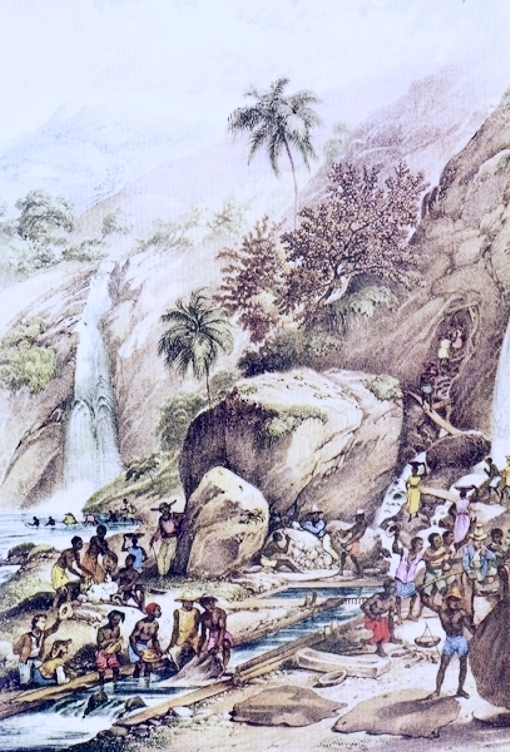
Pintura de Johann Moritz Rugendas de 1820-1825 retratando a mineração de ouro por lavagem perto do Morro de Itacolomi

Entre 1735 e 1750, instituiu-se o sistema de impostos de capitação (per capita isto é, por cabeça, por pessoa) que previa a cobrança de 17 gramas de ouro por escravo.
O quinto que visava entregar à coroa 20% do ouro ou metais preciosos encontrados pelos mineradores. A Derrama que é a cobrança dos impostos atrasados. A coroa manteve apenas o imposto de quinto e fixou uma cota de 100 arrobas (cerca de 1 500 quilos) (finta) anuais para toda a área mineradora.
Em 1717 e 1719, também foi criado casas de fundição, onde as autoridades recolhiam o quinto e transformavam o ouro em barras, gravadas com o selo real. Porém no final do século XVIII com o rápido esgotamento das minas, o montante de ouro entregue à coroa, ficou cada ano mais distante da meta exigida. A ameaça de aplicação da derrama tornou-se, então, motivo de constante preocupação e descontentamento para os mineradores.
Em junho de 1720 aproximadamente 2 mil mineiros se revoltaram, comandados pelo tropeiro português Filipe dos Santos, tomaram Vila Rica e exigiram do governador da capitania que não concretizasse a criação das casa de fundição. O governo não aceitou, prendeu os revoltosos e enforcou e decapitou o líder Felipe dos Santos.

### Linha do tempo
- Início do primeiro ciclo do ouro na década de 1690, descobertas filões nas atuais Tiradentes e São João del-Rei.[10]
- Em 1729, diamantes foram descobertos na mesma área.
- Em 1760, em torno de metade do ouro do mundo vinha do Brasil.
- No início do século XVIII, aproximadamente 400 000 imigrantes portugueses vieram explorar as minas do sudeste brasileiro.
- Mais de um milhão de escravos foram enviados da África para trabalhar nas minas de ouro.
- Em 1988, o Brasil era o 5° maior produtor mundial de ouro no mundo.

## Atualidade
Em 2019, os números do Brasil eram os seguintes: era o maior produtor mundial de nióbio (88,9 mil toneladas);  o 2º maior produtor mundial de tântalo (430 toneladas); o 2º maior produtor mundial de minério de ferro (405 milhões de toneladas); o 4º maior produtor mundial de manganês (1,74 milhão de toneladas); o 4º maior produtor mundial de bauxita (34 milhões de toneladas); o 4º maior produtor mundial de vanádio (5,94 mil toneladas); o 5º maior produtor mundial de lítio (2,4 mil toneladas); o 6º maior produtor mundial de estanho (14 mil toneladas); o 8º maior produtor mundial de níquel (60,6 mil toneladas); o 8º maior produtor mundial de fosfato (4,7 milhões de toneladas); o 12º maior produtor mundial de ouro (90 toneladas); o 14º maior produtor mundial de cobre (360 mil toneladas); o 14º maior produtor mundial de titânio (25 mil toneladas); o 13º maior produtor mundial de gipsita (3 milhões de toneladas); o 3º maior produtor mundial de grafite (96 mil toneladas); o 21º maior produtor mundial de enxofre (500 mil toneladas); o 9º maior produtor mundial de sal (7,4 milhões de toneladas), além de ter tido uma produção de cromo de 200 mil toneladas.

### Minérios metálicos

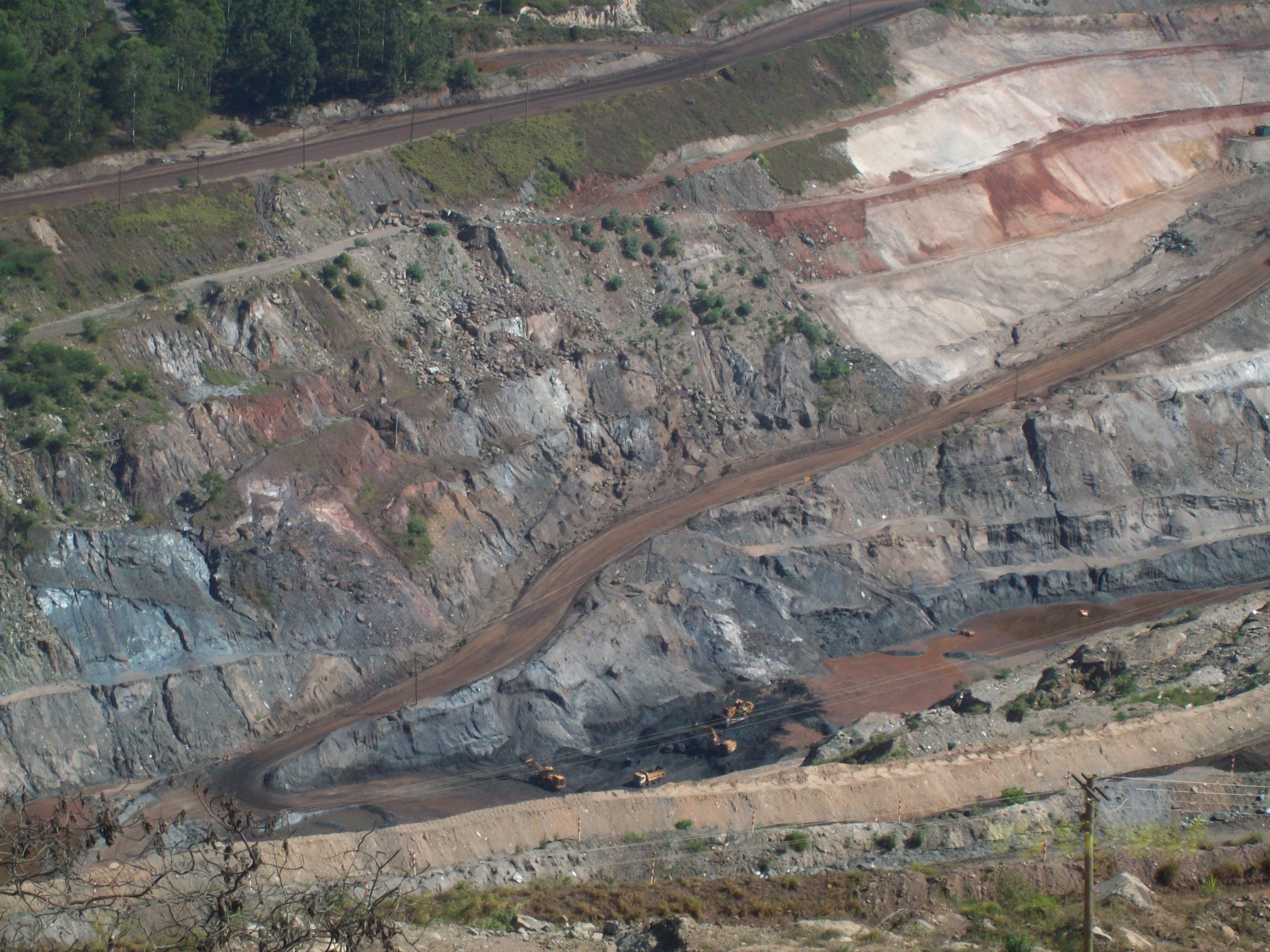
Mina de ferro em Itabira-MG

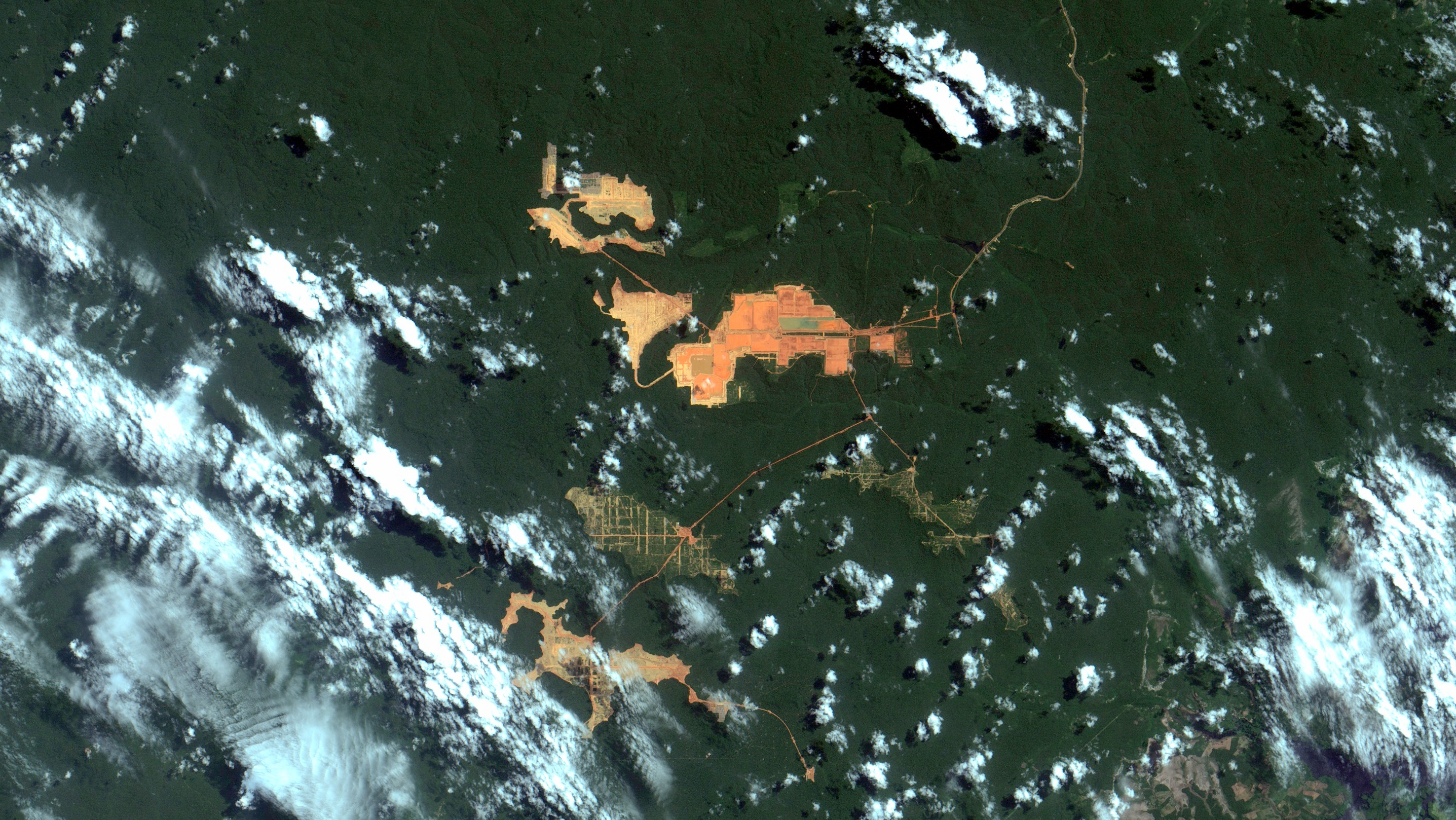
Extração de bauxita no Pará

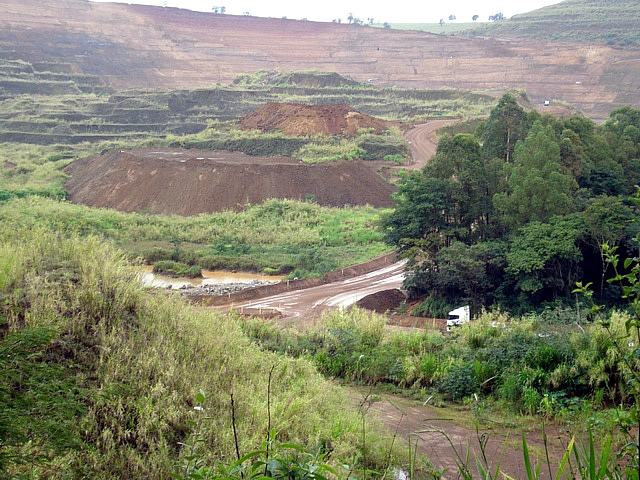
Extração de nióbio em Araxá-MG

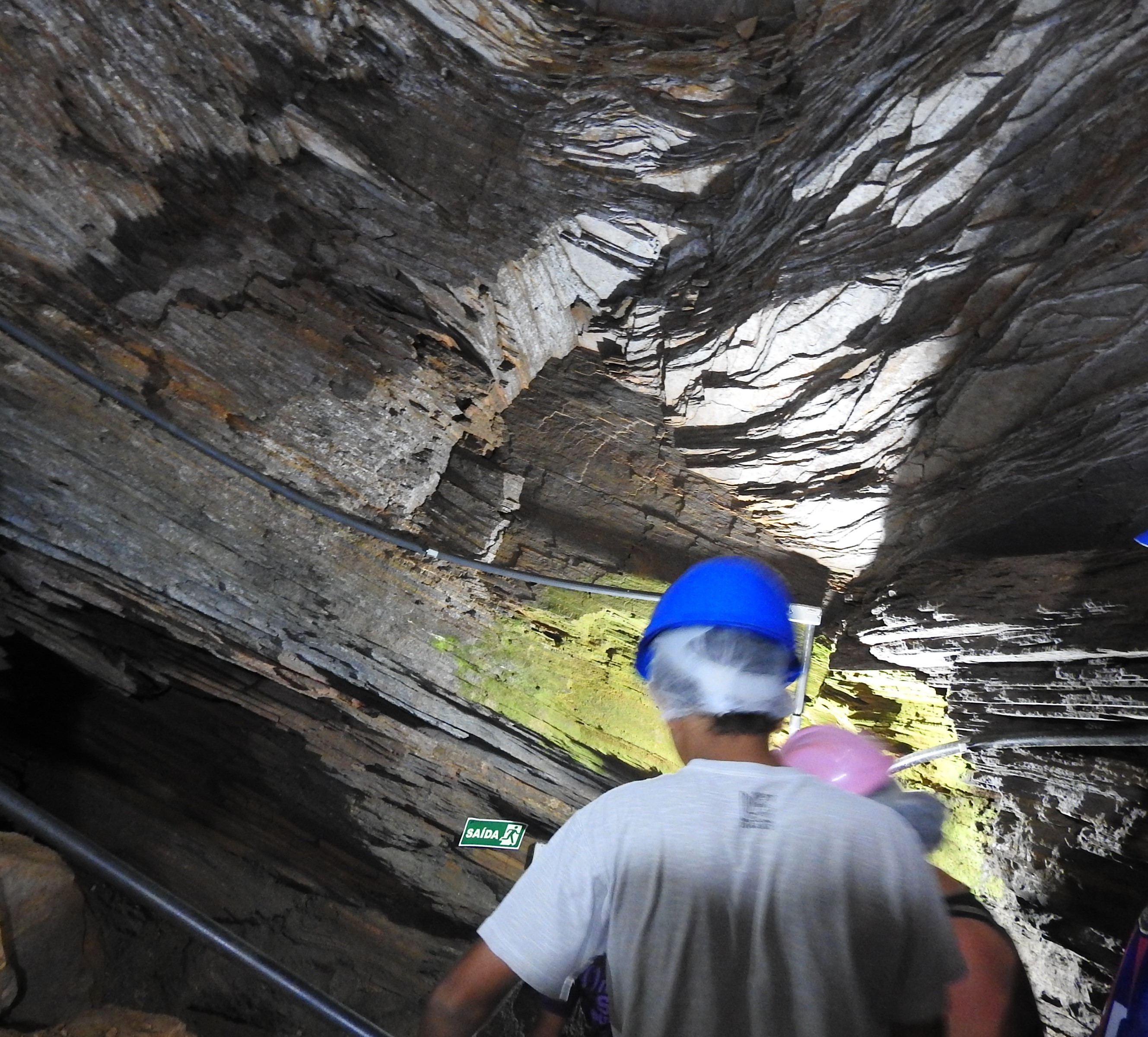
Mina de ouro datada de 1714, localizada em Ouro Preto-MG

No ano de 2020, os minérios metálicos totalizaram perto de 80% do valor total da produção mineral brasileira que foi comercializada. Onze elementos totalizaram 99,7% do valor: alumínio, cobre, cromo, estanho, ferro, manganês, nióbio, níquel, ouro, vanádio e zinco. O maior destaque brasileiro é no ferro, que tem a maioria da participação (73,9%), cuja produção é em sua grande parte realizada nos estados de Minas Gerais e Pará.
Segundo o Instituto Brasileiro de Mineração (Ibram), em 2019 existiam 9.415 empresas mineradoras no país.  Na região Sudeste sobressaem o minério de ferro, ouro, manganês e bauxita, no Quadrilátero Ferrífero; nióbio e fosfato em Araxá; gemas, em Governador Valadares; e grafita, em Salto da Divisa, todos no estado de Minas Gerais; além de agregados, em São Paulo e Rio de Janeiro, e rochas ornamentais, no Espírito Santo. O faturamento do setor de mineração no Brasil foi de R$ 153,4 bilhões em 2019. As exportações foram de US$ 32,5 bilhões. A produção de minério de ferro do país foi de 410 milhões de toneladas em 2019. O Brasil é o segundo maior exportador global de minério de ferro e tem a segunda posição no ranking de reservas: debaixo do solo brasileiro há pelo menos 29 bilhões de toneladas. As maiores reservas atualmente estão nos estados de Minas Gerais e do Pará.
Segundo dados de 2020, o Pará é o maior estado minerador brasileiro. Minas Gerais é o segundo maior produtor, com atividade de mineração em mais de 250 municípios, e mais de 300 minas em operação. Em 2020, dos 10 maiores municípios mineradores, sete estão em Minas. Em 2013, possuía 58 das 200 maiores minas do Brasil.  A Vale S.A. é a principal empresa atuante na produção do minério de ferro no estado. Em 2020, o estado respondeu por 40% da produção mineral do país, e nele atuam mais de 1.800 empresas, gerando mais de 64 mil postos de trabalho.
Em 2020, na Região Sudeste, em termos de produção bruta (ROM), os números foram os seguintes: Minas Gerais foi o maior produtor do país de ferro (322 milhões de toneladas, comercializando a um valor total de R$ 66,4 bilhões), zinco (2,9 milhão de toneladas a um valor de R$ 564 milhões) e nióbio (em forma de pirocloro) (3,7 milhão de toneladas a um valor de R$ 276 milhões). Além disso, Minas foi o 2º maior produtor de alumínio (bauxita) (1,75 milhão de toneladas a um valor de R$ 102 milhões), 4º de manganês (334 mil toneladas a um valor de R$ 58 milhões) e 5º de estanho (531 mil toneladas a um valor de R$ 1,8 milhões). Foi também o maior produtor de ouro, em termos de produção beneficiada, com 34,1 toneladas a um valor de R$ 9,6 bilhões). Minas Gerais teve 39,87% do valor da produção mineral comercializada do Brasil, com R$ 77,12 bilhões.
No ano de 2020, na Região Norte, em termos de produção bruta (ROM), no setor de minério de ferro, o Pará foi o 2º maior produtor nacional, com 124,8 milhões de toneladas (dos 246,7 milhões produzidos pelo país), a um valor de R$ 75,4 bilhões. No cobre, o Pará produziu quase 58 milhões toneladas (das 89 milhões de toneladas do Brasil), a um valor de R$ 10,4 bilhões. No alumínio (bauxita), o Pará realizou quase toda a produção brasileira (38,7 de 42 milhões de toneladas) a um valor de R$ 4,5 bilhões. No manganês, o Pará realizou grande parte da produção brasileira (2,1 milhões mil de 3,5 milhões de toneladas) a um valor de R$ 1,36 bilhão. No níquel, o Pará foi o 2º em produção, tendo obtido 3,5 milhão de toneladas a um valor de R$ 1,12 bilhões. Já no estanho, Rondônia foi o 2º maior produtor (14,6 milhão de toneladas, a um valor de R$ 568 milhões), o estado do Amazonas foi o 3º maior produtor (5,9 milhões de toneladas, a um valor de R$ 350 milhões), e o Pará o 4º maior produtor (3,1 milhões de toneladas, a um valor de R$ 96 milhões). Também houve produção de nióbio (em forma de columbita-tantalita) no Amazonas (5,9 milhão de toneladas a R$ 63 milhões) e em Rondônia (8,7 milhões de toneladas a R$ 19 milhões), e zinco em Rondônia (188 mil toneladas a R$ 39 milhões). No ouro (concessão de lavra e permissão de lavra garimpeira), em termos de produção beneficiada, o Pará foi o 3º maior produtor brasileiro, com 11,7 toneladas a um valor de R$ 3,15 bilhões, enquanto o Amapá produziu 4 toneladas a um valor de R$ 1,14 bilhões, e Rondônia produziu 1,3 tonelada a um valor de R$ 331 milhões. O Pará teve 49,7% do valor da produção mineral comercializada do Brasil, com quase R$ 96 bilhões, o Amapá teve 0,61% do valor, com R$ 1,1 bilhão, Rondônia teve 0,5% do valor, com R$ 959 milhões e o Amazonas teve 0,23% do valor com R$ 444 milhões.
Na Região Centro-Oeste, destaca-se Goiás, com 3,65% da participação no valor da produção mineral comercializada do Brasil, com R$ 7 bilhões (3º lugar no país). Mato Grosso teve 1,93%, com R$ 3,7 bilhão, e Mato Grosso do Sul teve 0,59%, com R̩$ 1,1 bilhão. Em 2020, em termos de produção bruta (ROM), no níquel, Goiás foi o 1º em produção, tendo obtido 4,2 milhões de toneladas a um valor de R$ 2,9 bilhão. No cobre, foi o 2º maior produtor do país, com 29,3 milhões de toneladas, a um valor de R$ 2,9 bilhão. No nióbio (em forma de pirocloro), foi o 2º maior produtor do país, com 8,6 milhões de toneladas, a um valor de R$ 445 milhões. No alumínio (bauxita), foi o 3º maior produtor do país, com 1,4 milhão de toneladas, a um valor de R$ 70 milhões. No ouro, em termos de produção beneficiada, foi o 5º maior produtor do país, com 4,7 toneladas, a um valor de R$ 1,4 bilhão. Ainda em 2020, no Centro-Oeste,  em termos de produção bruta (ROM), Mato Grosso foi produtor de estanho (458 mil toneladas a um valor de R$ 28 milhões).  Em termos de produção beneficiada, teve produção de ouro (13,9 toneladas a um valor de R$ 3,7 bilhão). Mato Grosso do Sul, em termos de produção bruta (ROM). teve produção de ferro (6,4 milhões de toneladas a um valor de R$ 945 milhões) e manganês (503 mil toneladas a um valor de R$ 203 milhões).
Na Região Nordeste, destaca-se a Bahia, com 2,22% da participação no valor da produção mineral comercializada do Brasil (4º lugar no país). Em 2020, em termos de produção beneficiada, no ouro, produziu 7,5 toneladas, a um valor de R$ 1,9 bilhões. Em termos de produção bruta (ROM), no cobre, produziu 2,3 milhões de toneladas, a um valor de R$ 1,2 bilhões. No cromo, produziu 1,3 milhão del toneladas, a um valor de R$ 284 milhões. No vanádio, produziu 1 milhão de toneladas, a um valor de R$ 91 milhões. O Ceará produziu 372.666 t de manganês a um valor de R$ 54 milhões, 55 mil toneladas de ferro a um valor de R$ 17 milhões. O Maranhão produziu 4,6 toneladas de ouro, em termos de produção beneficiada.

### Pedras preciosas

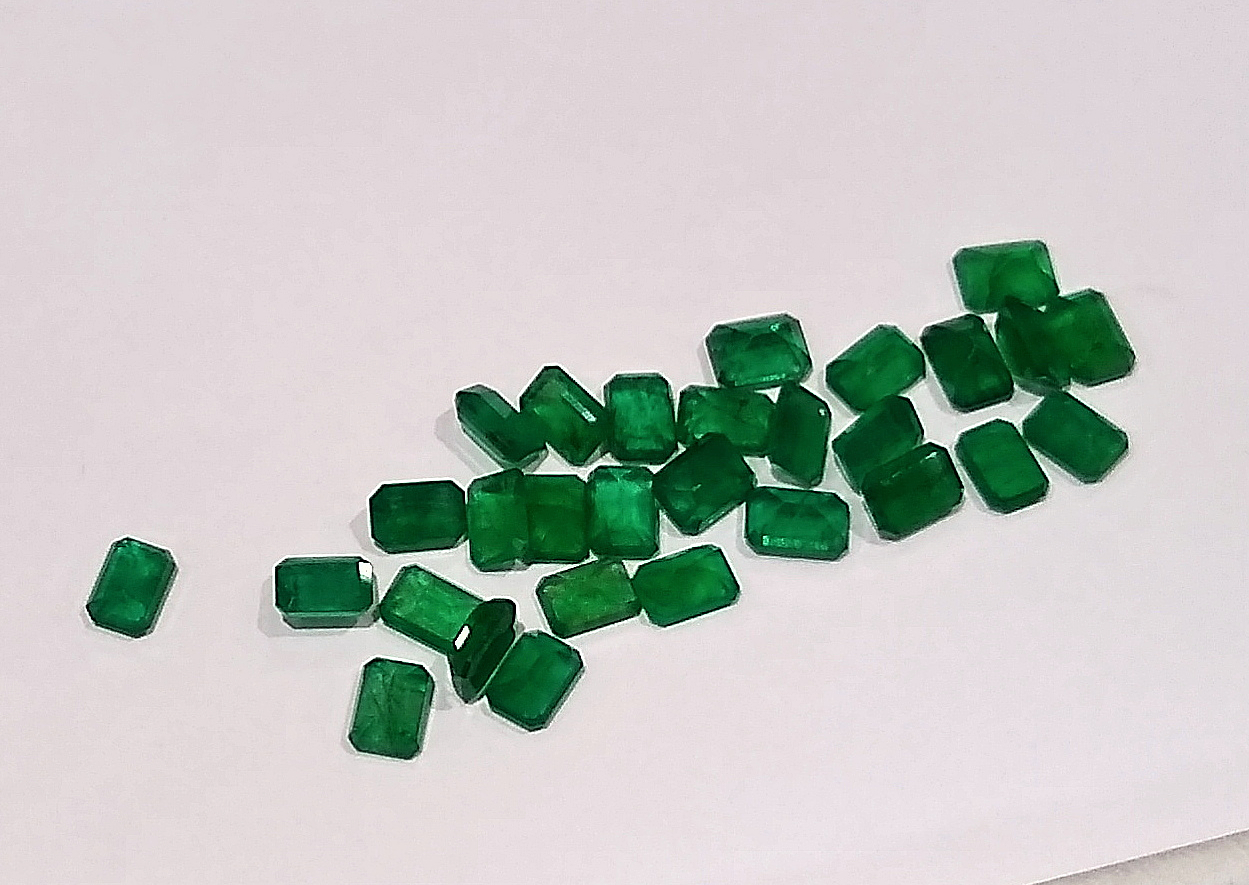
Esmeraldas brasileiras

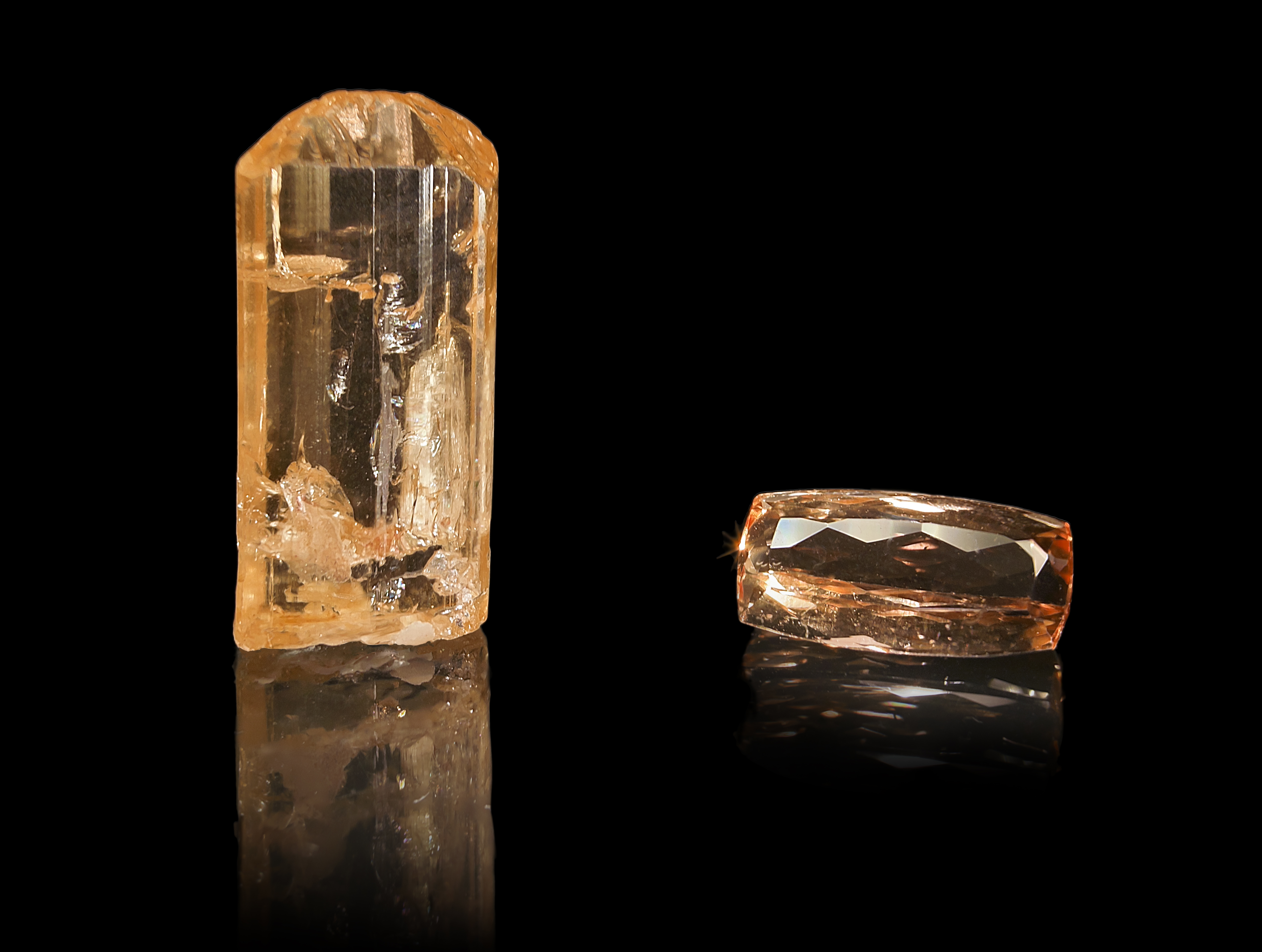
Topázio imperial de Minas Gerais

O Brasil é o maior produtor do mundo de ágata. O Rio Grande do Sul é o maior produtor, havendo extração local desde 1830. Também há extração em Minas Gerais e na Bahia. Na água-marinha, Minas Gerias produz as pedras mais valiosas do mundo. Esta gema também é produzida no Espírito Santo, Rio Grande do Norte, Ceará, Alagoas e Paraíba. O maior produtor mundial de ametista é o Brasil, nos estados do Rio Grande do Sul principalmente, e de modo secundário, na Bahia. O maior produtor de ametista do Brasil é a cidade de Ametista do Sul, no Rio Grande do Sul. Esta pedra era muito rara e cara no mundo inteiro, até a descoberta de grandes depósitos no Brasil, fazendo com que seu valor caísse consideravelmente.
O Brasil foi o maior produtor de diamante do mundo de 1730 a 1870. A mineração ocorreu primeiro na Serra da Canastra, região de Diamantina, e depois, em 1850, na Bahia, chegando a derrubar o preço da pedra mundialmente devido ao excesso de produção. Hoje, o Brasil produz perto de 1 milhão de quilates por ano, principalmente no Estado do Mato Grosso, mas também em Minas Gerais, Mato Grosso do Sul, Bahia, Paraná e Roraima. Praticamente todos os estados do país possuem diamantes.
Sobre a esmeralda, os maiores produtores do mundo são: Colômbia, Zâmbia, Zimbábue, Tanzânia, Madagascar e Brasil. Produz-se nos estados de Goiás, Bahia e Minas Gerais. Já na granada, o Brasil não é um dos maiores produtores, mas há extração em Minas Gerais, Espírito Santo, Bahia, Paraíba, Ceará, Rondônia e Rio Grande do Norte. No Brasil também existe algum jaspe em Minas Gerais, Mato Grosso, Paraná e Rio Grande do Sul. Outra pedra rara de se encontrar no Brasil é a opala, mas há jazidas no Piauí, Bahia, Ceará e no Rio Grande do Sul. O rubi também é raro no Brasil, sendo achado na Bahia e em Santa Catarina. A safira também é escassa no Brasil, mas pode ser encontrada no Mato Grosso, Goiás, Santa Catarina e Minas Gerais. Já no topázio, o Brasil tem a variedade mais valiosa do mundo, o topázio-imperial, só produzida em Ouro Preto-MG. Além disso, o país é o principal produtor mundial de topázio. Também está entre os maiores produtores mundiais de turmalina, nos estados de Minas Gerais, Ceará, Goiás e Bahia. O Brasil produz a variedade mais rara e cara de turmalina do mundo, a Turmalina Paraíba, que, além da Paraíba, só é achada em mais três lugares do mundo: no Brasil, no Rio Grande do Norte; e na África, na Nigéria e em Moçambique. Mas nenhum deles oferece uma pedra de maior qualidade do que São José da Batalha. Já na turquesa, há apenas uma pequena produção na Bahia.

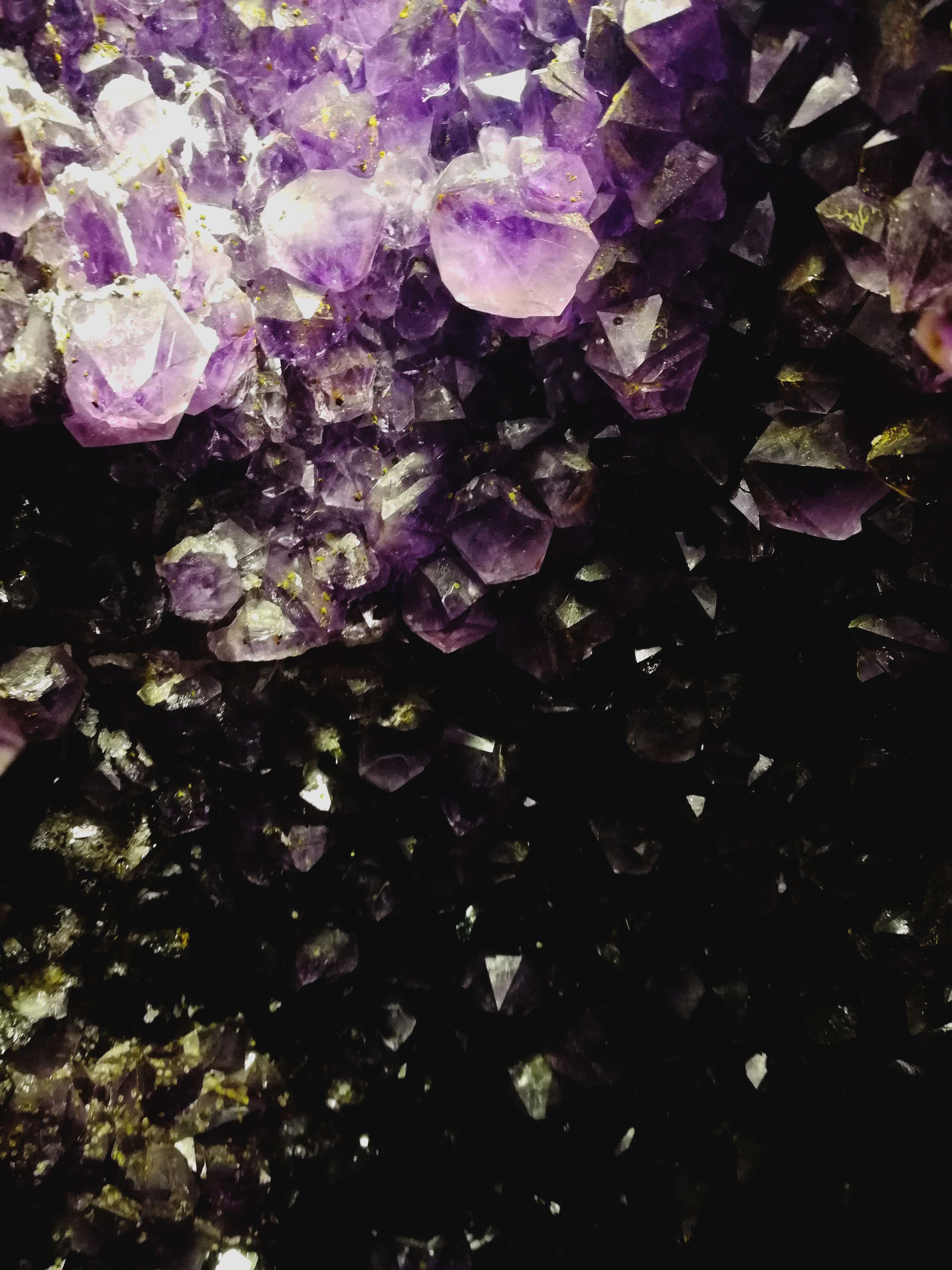
Mina de ametista em Ametista do Sul, no Rio Grande do Sul.
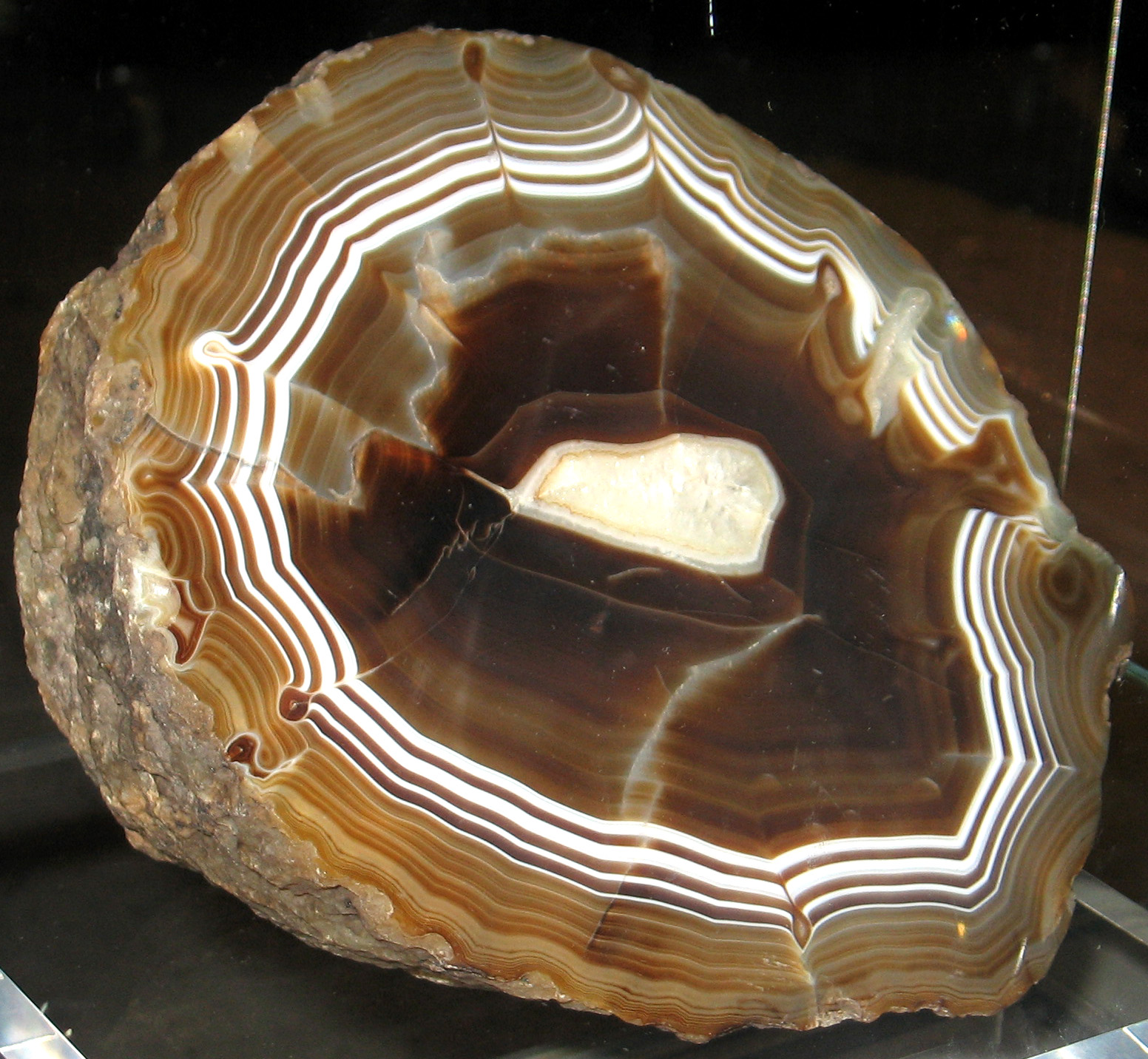
Ágata brasileira
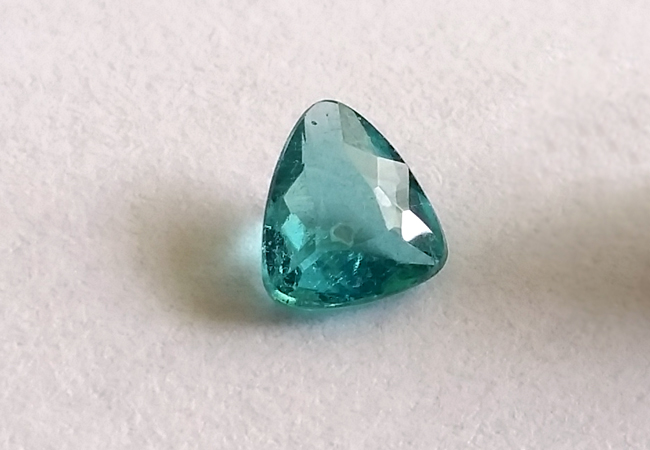
Turmalina Paraíba
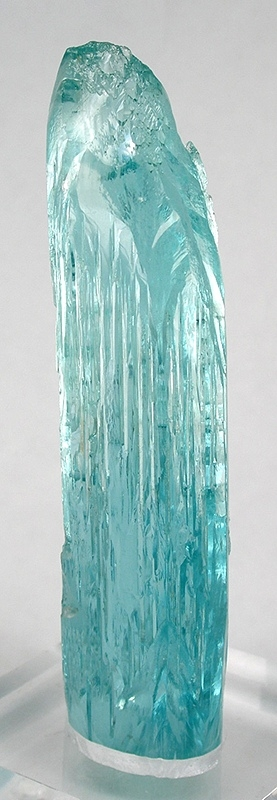
Água-marinha de Minas Gerais

### Mineração marinha
A nova fronteira da exploração mineral é a mineração marinha. Em 2015, o Brasil passou a integrar o grupo de vanguarda das pesquisas minerais oceânicas junto à Autoridade Internacional de Fundos Marinhos (ISA).

## Impactos sociais e ambientais
Desde a década de 1990 a mineração de grande escala tem crescido no Brasil e em todo o mundo, mas ao mesmo tempo esse crescimento tem encontrado crescente oposição das populações afetadas pelos seus efeitos negativos na qualidade de vida, sendo registrados inúmeros conflitos violentos. Um amplo estudo publicado em 2014 por pesquisadores do Centro de Tecnologia Mineral, vinculado ao Ministério da Ciência, Tecnologia e Inovação, analisando 105 áreas mineradores em 22 estados, apontou uma série de problemas sociais e ambientais diretos e indiretos associados a esta atividade. O BNDES também disse que "as atividades de mineração e metalurgia são, reconhecidamente, de elevado impacto ambiental. No caso da mineração, o enorme tamanho de algumas operações, a quantidade de carga movimentada e os rejeitos gerados têm representado riscos para diversas regiões e populações".
Muitos outros estudos corroboram esses dados. Um dos problemas é o sistema de licenciamento das empresas, considerado inconsistente e pouco fiscalizado, dando margem a abusos e ilegalidade. Isso é agravado com as recorrentes mudanças na legislação para facilitar os licenciamentos e afrouxar as regras de fiscalização e compensação de danos. Frequentemente os projetos são aprovados sem uma avaliação técnica sólida, e os danos muitas vezes não são compensados ou o são apenas parcialmente.

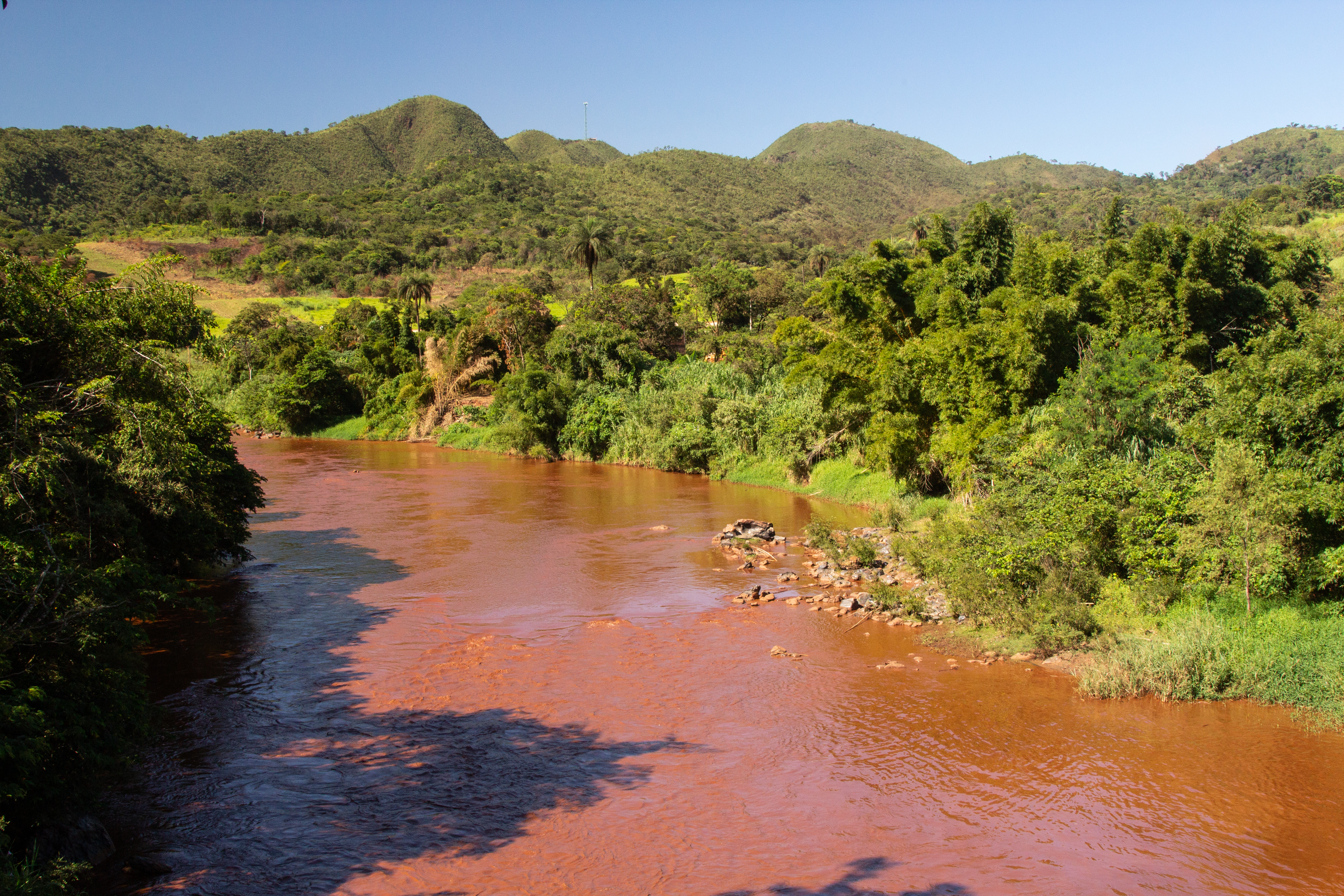
Rio Paraopeba contaminado com os rejeitos de Brumadinho

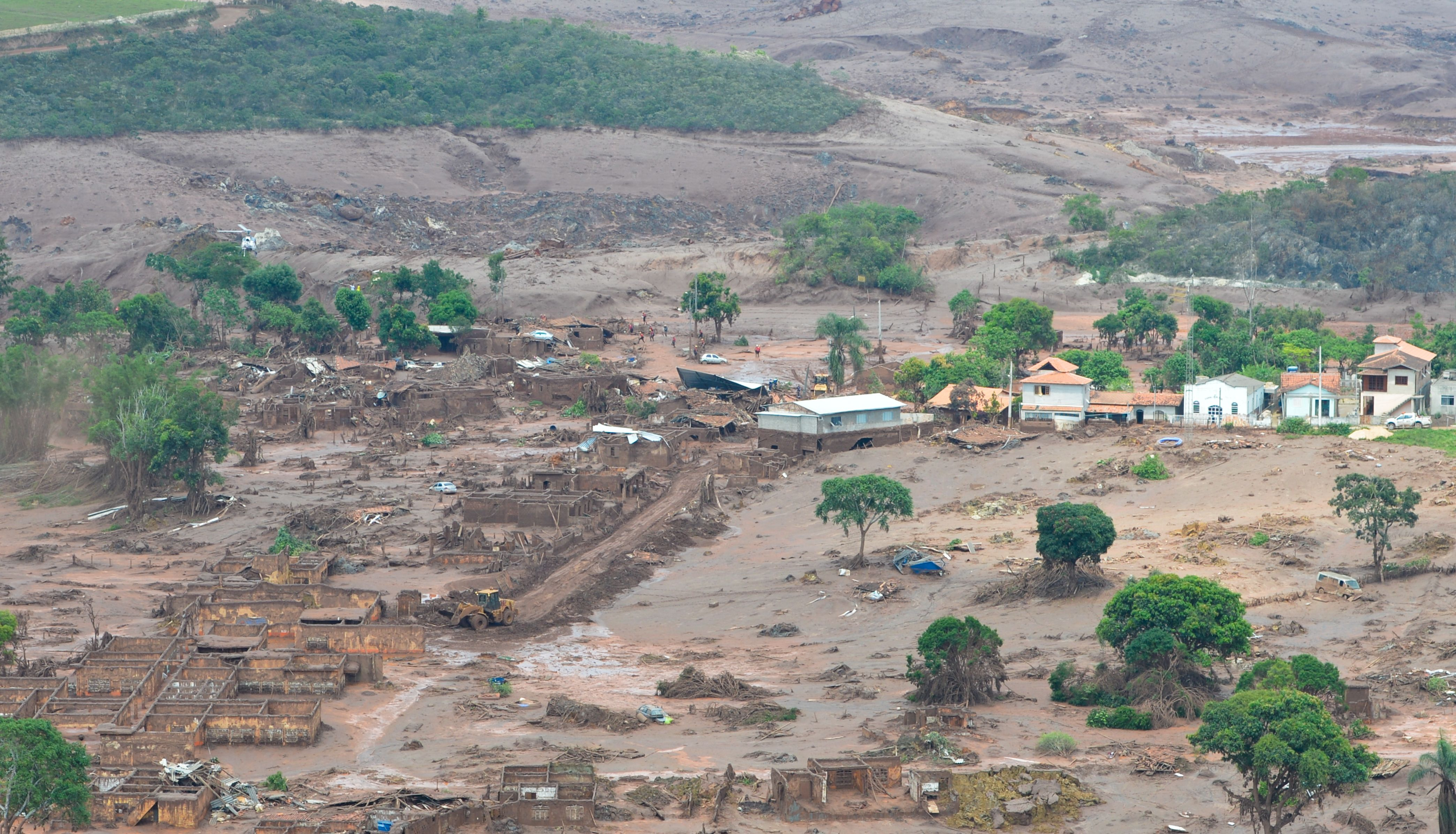
Distrito de Bento Rodrigues destruído no desastre de Mariana

Outro problema é o uso de água, que em certas modalidades de exploração é muito elevado e dá origem a conflitos para o abastecimento de comunidades do entorno, rebaixando o lençol freático, alterando o regime hidrológico da bacia e comprometendo a recarga dos aquíferos. A maioria das minerações no Brasil faz uso ou tem como subproduto substâncias tóxicas como detergentes, óleos, graxas, sais, ácidos ou metais pesados, que poluem os rios e o solo, ameaçando espécies e provocando doenças na população pela água de consumo doméstico contaminada. A água rejeitada também pode conter sólidos suspensos, que podem causar aumento de sua turbidez e mudança de sua cor e assoreamento dos rios onde é despejada.
Existem sistemas de contenção de rejeitos e águas contaminadas, mas eles nem sempre funcionam adequadamente. Entre os casos mais noticiados estão os rompimentos das barragens de Mariana em 2015 e de Brumadinho em 2019, que causaram muitas mortes e desestruturaram comunidades. O desastre de Brumadinho despejou mais de 12 milhões de metros cúbicos de rejeitos na bacia do rio Paraopeba, afetou 18 municípios, e mais de 600 mil pessoas tiveram o abastecimento de água comprometido, e o de Mariana afetou 36 municípios, desencadeou um surto de várias doenças, arruinou o ecossistema do Rio Doce com 34 milhões de metros cúbicos de lama e rejeitos, além de destruir 1.469 hectares de Áreas de Preservação Permanente. Seis anos depois a população local ainda estava à espera de compensação pelos danos. Nesta altura 85 mil ações judiciais sobre o caso estavam em tramitação. Em 12 de junho de 2024, a Vale, uma das sócias da Samarco Mineração S.A, responsável pelo desastre de Mariana, apresentou ao Tribunal Regional Federal da 6ª Região (TRF6) nova proposta de acordo, que prevê o pagamento de R$ 82 bilhões em dinheiro em 20 anos à União, aos Estados de Minas Gerais e Espírito Santo e aos municípios, além de R$ 21 bilhões em obrigações a fazer. Também inclui R$ 37 bilhões já aplicados em ações de reparação e compensação pela mineradora nas áreas atingidas.
Apenas no estado de Minas Gerais entre 1986 e 2015 ocorreram oito rompimentos de barragens. No Brasil existem mais de 760 barragens de mineração, e segundo Malu Ribeiro, coordenadora da fundação SOS Mata Atlântica, cerca de 230 barragens representam risco socioambiental. "É uma bomba-relógio". Segundo Freitas et al., "desastres nas atividades de mineração, seus impactos socioambientais e efeitos sobre a saúde não constituem excepcionalidade, mas fazem parte dos custos ambientais e sociais externalizados (que ficam nos territórios e para as pessoas que vivem nos mesmos) para a venda de commodities pelo menor preço no mercado global e lucros maiores dos acionistas no mercado financeiro".

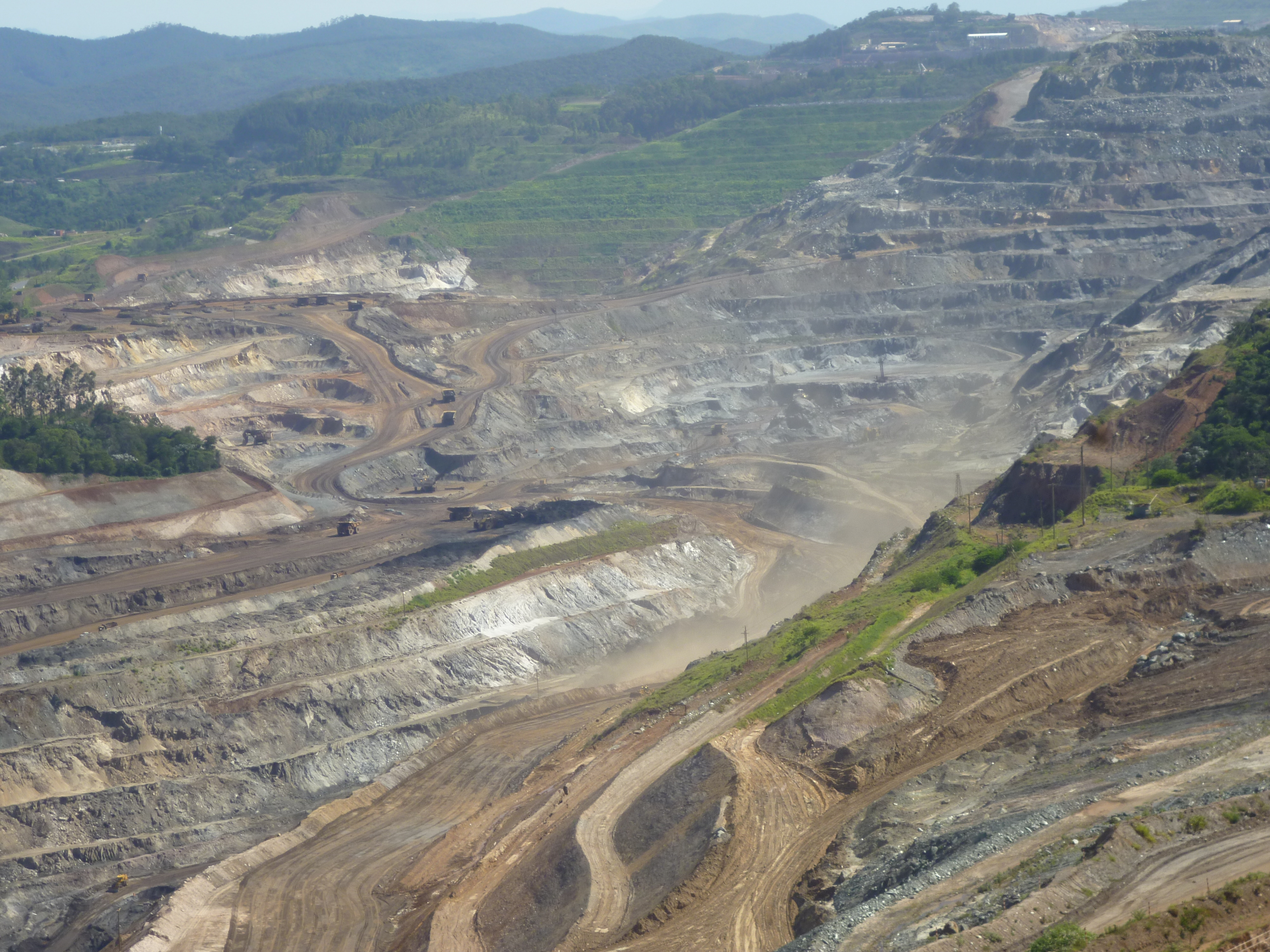
Mineração a céu aberto em Itabira, Minas Gerais, evidenciando a extensa transformação da paisagem

A mineração a céu aberto, o modelo mais comum no Brasil, provoca grandes transformações na paisagem pela remoção da terra, demolindo morros inteiros e abrindo vastas crateras, pois a concentração dos minérios no solo tipicamente é baixa e por isso é necessário a remoção de imensas quantidades de solo para obter quantidades economicamente viáveis de minerais. A alteração da área minerada também desencadeia significativo desmatamento e perda de biodiversidade. Por mais bem realizada tecnicamente que seja esse tipo de exploração, os danos são inevitáveis devido à desfiguração em larga escala da paisagem. Em diversos casos isso impactou áreas urbanas próximas, obrigando à remoção de vilas inteiras, como ocorreu em Congonhas e Itabira. Não apenas a mina em si é o problema, pois a operação envolve a construção de outras infraestruturas de apoio, como estradas de acesso e vilas para os trabalhadores.

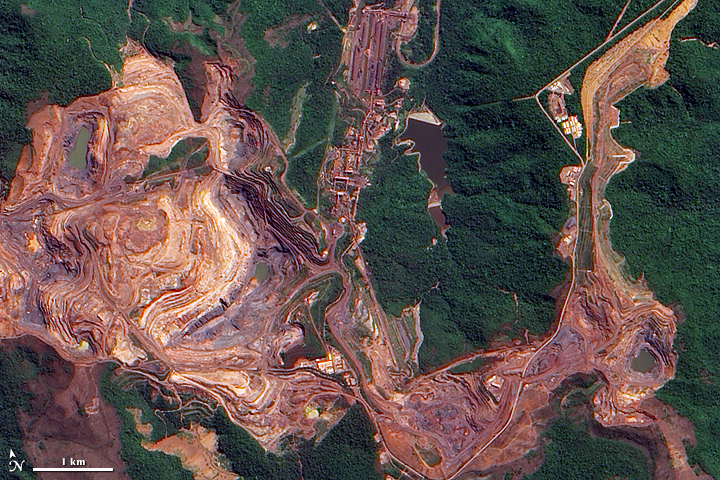
Vista de satélite de uma mina de ferro em Carajás, julho de 2009. A foto mostra uma área de cerca de 40 km^{2}

A infraestrutura das regiões mineradoras também muitas vezes é afetada negativamente com um inchaço súbito das cidades do entorno, que não conseguem acompanhar as necessidades de uma população atraída pela perspectiva de trabalho ou de enriquecimento fácil, aumentando os índices de prostituição, pobreza e violência e piorando serviços básicos como saneamento e habitação. Eldorado do Carajás, município nascido em função do Projeto Grande Carajás, o maior empreendimento minerador do país, é um exemplo clássico, tendo aumentado sua população em 300% em dez anos e apresentando baixos indicadores sociais. Segundo Cândido Grzybowski, diretor do Ibase, o projeto, que hoje está privatizado, seguiu a lógica da acumulação de capital contra os interesses da população local e seu território, deixando um legado de poluição, destruição ambiental e pobreza: "A extração de minério produz uma valiosa commodity para investidores de fora, nada ou quase nada de útil para a população local". Outro exemplo é Itaituba, que antes da exploração do ouro tinha cerca de dois mil habitantes, mas em dez anos atingiu a marca de cem mil e ficou repleta de prostíbulos. Em Serra Pelada, o maior garimpo a céu aberto do mundo na década de 1980, onde de oitenta a cem mil trabalhadores abriram uma cratera de 180 metros de profundidade, os problemas estruturais foram os mesmos. Tanto em Serra Pelada como em Carajás ocorreram diversos conflitos violentos, incluindo massacres de trabalhadores pela polícia. Outros problemas para cidades localizadas próximas de minas são a desvalorização dos imóveis e o barulho e trepidação provocados por explosões e pelo contínuo trânsito de veículos pesados, que causam desconforto nas pessoas, rachaduras em edificações e estresse em animais de criação. A poluição do ar também afetas as comunidades pela poeira originada na lavra, beneficiamento e transporte, ou por gases emitidos da queima de combustível. Estudos mostram que a poluição do ar derivada de minas está associada a aumento na incidência de doenças respiratórias entre crianças e adolescentes e doenças cardiovasculares entre adultos.
Para Tádzio Coelho, "a mineração, quando envolvida pela ideologia do livre mercado, não apenas mantém as estruturas subdesenvolvidas como as reproduz. Isso facilita a criação de circuitos econômicos exclusivos e, por isso, excludentes das populações locais, principalmente de grupos de baixa renda e minorias étnicas". Segundo Hariessa Villas Bôas, um estudo em dez cidades mineradoras nordestinas mostrou que, ao contrário do que se poderia esperar (um PIB em expansão e investimentos em educação e saúde), elas apresentam "grande carência, grande subdesenvolvimento, bem longe de um almejado bem-estar e de um bom padrão de desenvolvimento humano. Também o nível de retorno da atividade mineral para cada Município [...] está muito longe de um padrão de justiça socioambiental". Mesmo quando as cidades aumentam sua arrecadação, diz Coelho que as formas de vida e cultura do local são radicalmente transformadas, os trabalhadores da mina tipicamente são superexplorados, a distribuição de renda é muito desigual entre as diferentes camadas e grupos da população, os grupos mais pobres são desproporcionalmente penalizados pelos prejuízos sociais e ambientais, a absorção dos benefícios técnicos é pequena, e a maior parte dos lucros gerados pela mineração não é investida nos municípios.

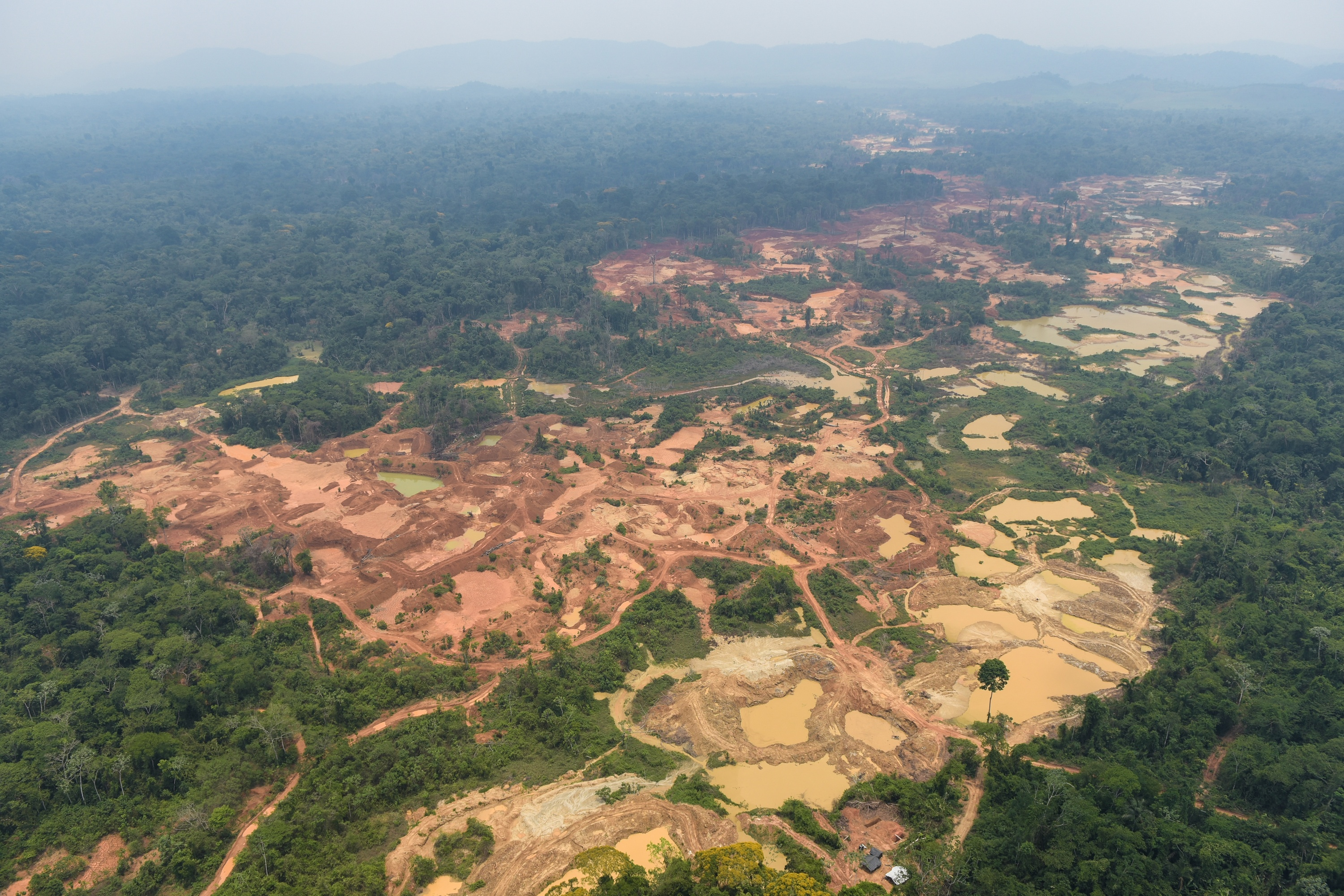
Mineração ilegal na Terra Indígena Kayapó, Pará, 2017

Também opera no Brasil uma grande quantidade de garimpos ilegais, que invadem terras indígenas, quilombos e reservas naturais protegidas, causando muitos estragos, além de frequentemente causarem disputas em conflitos violentos. Os garimpeiros usualmente dispõem de armas, o poder público tem sido muito ineficiente no controle da atividade ilegal, e as populações residentes não têm capacidade de combater os invasores sem risco de vida. O contato com os invasores também pode disseminar doenças e interferir nas culturas tradicionais. Segundo o sub-procurador geral da República, Mario Luiz Bonsaglia, "é notória a existência de inúmeros garimpos em terras indígenas, sem que o Estado venha ser eficaz na erradicação. [...] Há aspectos criminais sérios. Além da questão ambiental e da violação dos direitos indígenas, nós temos crimes graves sendo perpetrados – organização criminosa, evasão de divisas".

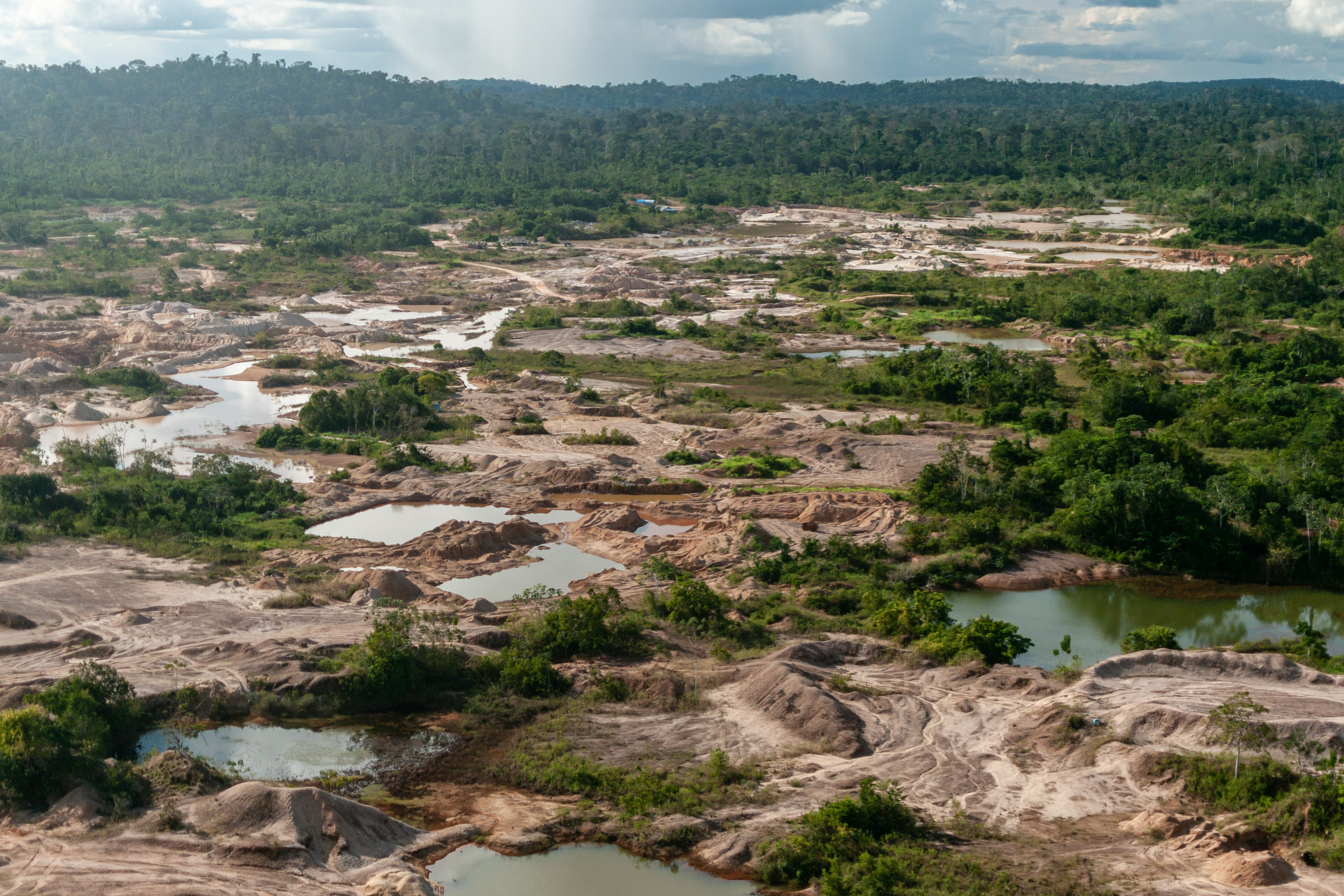
Paisagem extensamente alterada e rio poluído por garimpo ilegal na Terra Indígena Tenharim do Igarapé Preto, Amazonas, 2018

De 2017 a 2020 o desmatamento fruto de mineração ilegal cresceu 90% em relação ao período anterior. Na Terra Indígena Roosevelt havia cerca de dois mil garimpeiros em atividade em 2001, e no ano seguinte esse número dobrou. Em 2005 na Terra Indígena Raposa Serra do Sol havia 26 áreas ativas de garimpo ilegal. Em 2021 mais de 16 mil indígenas da Terra Indígena Yanomami estavam sendo afetados pelo garimpo. De 2016 a 2020 o garimpo na Terra Yanomami cresceu 3.350%. O garimpo procura principalmente ouro e pedras preciosas, e por regra não tem nenhum planejamento, fiscalização ou manejo de rejeitos. As populações ribeirinhas e indígenas nos anos recentes vêm apresentando níveis de contaminação por mercúrio (usado no garimpo do ouro) muito acima do tolerável, um dos principais problemas associados ao garimpo. Um estudo do Imazon mostrou que através do garimpo "a morfologia dos rios pode ser gravemente alterada pela escavação de trincheiras e labirintos. Os sítios abandonados assemelham-se a paisagens lunares. [...] Há uma estimativa de que para cada 1 kg de ouro produzido, 1,3 kg de mercúrio é emitido para o ambiente". Os garimpeiros usualmente conseguem reunir algum capital, e dois terços dele são gastos nas cidades do entorno com bebidas alcoólicas e prostitutas. Boa parte do ouro obtido não entra no mercado regular e é contrabandeado.
Segundo a líder indígena Milena Mura, "a mineração em terras indígenas é um genocídio para nós, porque nos afeta diretamente, trazendo impactos ambientais, sociais, pesando em nossas tradições, nossa cultura e nossos costumes". Para o advogado indígena Tito Menezes, "o garimpo é uma sentença de morte para o índio. Com o garimpo vem a pressão populacional, e isso traz violência, alcoolismo e uma série de outros problemas". Há uma grande pressão para que seja liberada a mineração nas terras indígenas, sendo propostos vários projetos legislativos. Até dezembro de 2019 a Agência Nacional de Mineração registrou cerca de 4 mil requerimentos para exploração dentro de terras indígenas da Amazônia.
Outras formas de mineração que causam muitos danos são a extração de areia em leito de rio, de areia e de argila em áreas de várzea ou nas margens de rios, e de pedras usadas na construção civil em topos de morro ou encostas íngremes. Não menos relevantes são os danos ambientais nascidos ao longo da cadeia de transformação industrial dos minérios. Em geral a transformação dos minérios metálicos emite grandes quantidades de gás carbônico, um dos principais gases do efeito estufa, que causam o aquecimento global. O setor metalúrgico, segundo dados do BNDES, é um dos maiores emissores industriais de gases estufa, contribuindo para que o Brasil seja atualmente o quarto maior emissor global desses gases, tendo produzido desde 1850 cerca de 100 bilhões de toneladas.
Para Palheta et al., "a expansão do mercado de minérios por parte do capital privado nacional e internacional, não vem sendo acompanhada como deveria ser pelo Estado brasileiro, preparando as suas sociedades para serem atores de suas próprias histórias, entregando a sorte dos locais nas mãos do capital, principalmente o internacional, sem nenhum compromisso com as localidades e com Estado brasileiro. [...] A mineração, embora pese na balança comercial brasileira, contribuindo significativamente na economia, ainda está longe de ser uma economia de justiça social nos locais onde ocorre a exploração mineral". Na análise de Maurício Angelo, do Observatório da Mineração, a história da mineração no Brasil é marcada por "um genocídio estrutural e ecocídio permanente. Há um lastro sem fim de violações de direitos humanos e crimes socioambientais. Há a desigualdade violentíssima, milícias de latifundiários, [...] perseguição, ameaças e assassinatos de trabalhadores rurais, políticos que são parte da engrenagem, lobistas, impunidade desenfreada".